# Els Quatre Gats
Els Quatre Gats (v katalánštině „Čtyři kočky“) byla mezi lety 1897 a 1903 kavárna a kabaret v Barceloně. Mezi pravidelné návštěvníky patřili Pablo Picasso a Isidre Nonell.

## Historie
Els Quatre Gats založil Pere Romeu 12. června 1897 jako kavárnu, brassérii a kabaret. Nacházela se v přízemí secesní budovy Casa Martí, navržené architektem Josepem Puigem i Cadafalchem v centru Barcelony na Carrer de Montsió.
Podnik byl financován zpočátku díky příspěvku místního bankéře Manuela Girony a později z větší části umělcem Ramonem Casasem. Jméno odkazuje na uměleckou kavárnu Le Chat Noir v Paříži, kde Pere Romeu pracoval jako číšník. Byl místem uměleckých výstav, literárních a hudebních vystoupení i loutkových představení.
Els Quatre Gats se stal místem setkávání zástupců modernismu. Mezi nejznámější patřili Santiago Rusiñol, Ramon Casas i Carbó a Miquel Utrillo. Následovalo je mnoho mladých umělců, jako například Pablo Picasso, který zde měl v roce 1900 první samostatnou výstavu. Stejně tak Julio González, Pablo Gargallo, Carlos Casagemas a Jaime Sabartés. Ale také se tu setkávali hudebníci a skladatelé: Enric Granados, Isaac Albéniz nebo Lluís Millet. V roce 1899 zde bylo vydáno asi 15 čísel uměleckého časopisu Quatre Gats.
V roce 1903 byl podnik uzavřen a v roce 1978 byla na jeho místě otevřena nová restaurace.